# 萊肯峰
萊肯峰（英語：Lichen Peak）是南極洲的山峰，位於瑪麗伯德地，處於桑德斯山和史旺森山脈之間，屬於福特山脈的一部分，在1934年12月由美國探險隊發現，現時由南極條約體系管理。